# تأثير مضاد للبيت الزجاجي
تأثير مضاد للبيت الزجاجي هو آلية لتأثير البيت الزجاجي، ولكن مع النتيجة المعاكسة لتبريد درجة حرارة سطح الكوكب أو القمر. إذا كانت الغازات الموجودة في الغلاف الجوي لكوكب أو قمر ما أقل نفاذية للإشعاع الوارد (مثل أشعة الشمس في النظام الشمسي على سبيل المثال) من الإشعاع الخارج (عادة الإشعاع الحراري لسطح الكوكب أو القمر في نطاق الأشعة تحت الحمراء)، فإن درجة حرارة السطح التي يكون فيها التدفق الحراري الوارد والخارج في حالة توازن أقل.

## على تيتان

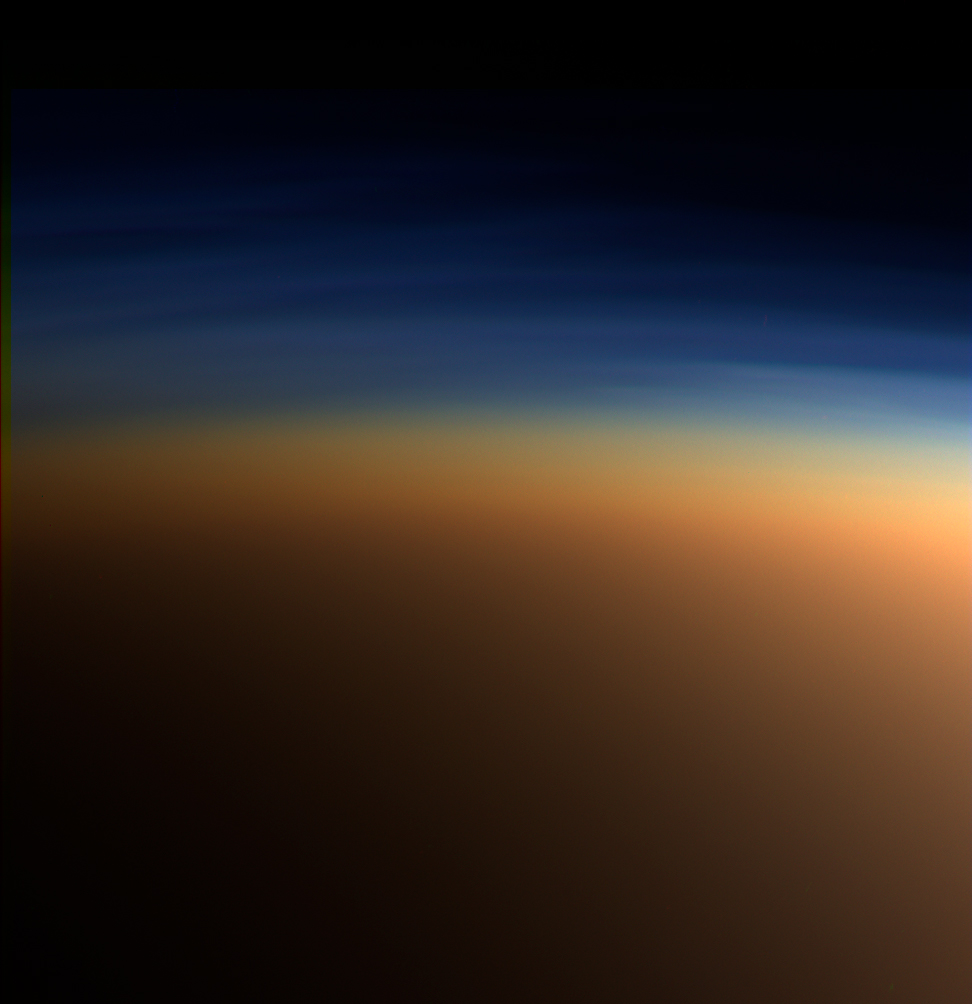
الغبش على تيتان

الغبش الذي يحتوي على الجزيئات العضوية في الغلاف الجوي العلوي لتيتان يمتص 90% من الإشعاع الشمسي الذي يصل لتيتان، ولكنه فعال في حصر الإشعاع تحت الأحمر المتولد بواسطة السطح. على الرغم من وجود تأثير كبير للبيت الزجاجي يُبقي تيتان عند درجة حرارة أعلى بكثير من التوازن الحراري، التأثير المضاد للبيت الزجاجي الذي يسببه الغبش يقلل من درجة حرارة السطح بنسبة 9 K. لأن تأثير الاحتباس الحراري يعود لمُركبات أخرى في الغلاف الجوي تزيد درجة الحرارة بنسبة 21 K.